# قائمة بلديات بغداد
قائمة بلديات بغداد يوجد في بغداد 15 بلدية. ترتبط بالأمانة التي تتولى الإشراف والرقابة عليها والتخطيط لنشاطاتها ومتابعة التنفيذ وتكون حدود صلاحياتها لممارسة مهامها واختصاصاتها ضمن حدود القطاع المخصص لها بموجب نظام الترقيم الحديث لمدينة بغداد. تتولى كل دائرة تنفيذ الخدمات الخاصة بها وتجميلها ومنح إجازات ورخص البناء واستعمالات الأرض والبناء ورصد المخالفات البلدية ومحاسبة المخالفين وتحصيل إيرادات الأمانة وصيانة الطرق والمباني وشبكات الماء، عدا الناقلة منها، والمجاري ومعالجة التخسفات ومحطات ضخ المجاري والمتنزهات.
وتتكون الدائرة البلدية مما يأتي:
- قسم التخطيط والمتابعة.
- قسم الآليات.
- قسم النظافة ومعالجة النفايات.
- قسم المتنزهات والتشجير.
- قسم صيانة الماء.
- قسم صيانة المجاري.
- قسم صيانة الطرق.
- قسم إجازات البناء والرخص.
- قسم الشؤون الإدارية والمالية.

## البلديات
| البلدية               | تعداد السكان | عدد الأحياء | المساحة    |
| --------------------- | ------------ | --- | ---------- |
| بلدية بغداد الجديدة   | 883 الف نسمة | 4 احياء (حي الامين والمأمون والخليج العربي والخنساء)                                                                             | 81.900 كم2 |
| بلدية الرصافة         |              | 13 حي (حي الرشيد والجمهورية والكيلاني وأبو نؤاس والسعدون والنضال والادريسي والنيل و14 تموز والمستنصرية والطب والعلوم والشيخ عمر) |            |
| بلدية الكرخ           |              | 8 احياء (حي الكرخ والشيخ معروف والشيخ جنيد والصالحية والزوراء والتشريع والكندي والجنائن)                                         |            |
| بلدية الشعب           |              | 8 احياء (حي الشعب وأور والتجار والبيضاء والبساتين والمهدي وسبع قصور وأم الكبر والغزلان)                                          | 102 كم2    |
| بلدية الكاظمية        |              | 2 احياء (حي الكاظمية والهاشمية)                                                                                                  |            |
| بلدية الشعلة          |              | 5 احياء (حي الشعلة والحرية والخطيب والجوادين والصابيات)                                                                          | 85 كم2     |
| بلدية الصدر الاولى    |              | 4 احياء (حي الحبيبية وطارق والاورفلي والجوادر)                                                                                   |            |
| بلدية الصدر الثانية   |              | 3 احياء (حي جميلة وكسرة وعطش) |            |
| بلدية المنصور         |              | 12 حي (حي المنصور والقادسية ورمضان والمتنبي واليرموك والعامرية والاندلس والعدل والخضراء وحطين والغزالية والجنينة)                | 127 كم2    |
| بلدية الغدير          |              | 5 احياء (حي اكد و9 نيسان والمعتصم والمثنى وسومر)                                                                                 |            |
| بلدية الرشيد          |              | 2 احياء (حي السيدية والبياع) |            |
| بلدية الدورة          |              | 5 احياء (حي الجزيرة والجزائر والحضر وزبيدة والخورنق)                                                                             |            |
| بلدية الكرادة         |              | 8 احياء (حي الزعفرانية والكرادة والرياض والسندباد وديالى وبابل والجامعة والوحدة)                                                 |            |
| بلدية الخضراء والمطار |              | حيّان (المنطقة الخضراء وشارع المطار)                                                                                              |            |
| بلدية الأعظمية        |              | 7 احياء (حي القاهرة والأعظمية والمغرب والوزيرية والشماسية وحي تونس وحي الربيع)                                                   |            |